# Сакайтау
Сакайтау — гора в Ишимбайском районе Башкортостана России. Абсолютная высота — 503,4 м.
Расположена в 7,5 км севернее деревни Кулгунино на правом берегу реки Большой Шишеняк. Ближайшая деревня —Старосаитово в 2 км южнее.
Склоны пологие, западный склон крутой, обрывается к реке. Сакайтау, окурженный мелкими реками, похож на остров. Сложена песчаниками, аллевролитами и сланцами рифея.
Ландшафты представлены дубово-липовыми лесами.
«Сакай» (башк. Саҡый) — антропоним. Возможно гора названа в честь какого-то человека. Другая версия — «саҡый» (диалект.) «в то время».